# Чемпіон (фільм, 1979)
«Чемпіон» (англ. The Champ) — американський художній фільм режисера Франка Дзеффіреллі.

## Сюжет
Біллі Флінн, екс-чемпіон з боксу, зараз займається кіньми. Це приносить йому достатньо коштів, щоби виховувати хлопчика, якого йому залишила дружина 7 років тому. Хлопчик поважає чемпіона, який зараз працює, щоб дати йому хоч якесь майбутнє, але раптом колишня дружина повертається.

## У ролях
| Актор            | Роль          |
| ---------------- | ------------- |
| Джон Войт        | Біллі Флінн   |
| Фей Данавей      | Енні          |
| Рікі Шредер      | Ті Джей Флінн |
| Джек Ворден      | Джекі         |
| Джоан Блонделл   | Доллі Кеньон  |
| Артур Хілл       | Майк          |
| Стротер Мартін   | Райлі         |
| Еліша Кук мл.    | Джорджі       |
| Стефан Гераш     | Чарлі Гудмен  |
| Мері Джо Кетлетт | Джозі         |

## Факти
Американський хокеїст Ті-Джей Оші отримав своє прізвисько на честь героя фільму "Чемпіон" Ті Джея Флінна.